# Afonso Pires Ribeiro
Afonso Pires Ribeiro (1225 - 1289) foi Senhor de Parada e de honra de Ribeiro, um cavaleiro medieval, aristocrata e rico-homem português. Participou na Reconquista Cristã da cidade de Sevilha em 1242.

## Relações familiares
Filho de Pedro Nunes Ribeiro e Maria Soares Velho, neto paterno de Nuno Paes Ribeiro e Bisneto paterno de Paio Moniz de Ribeira, por sua vez filho do Conde de Cabreira e Ribeira, Monio Osorez.
Casou com Maria Raimundo Viegas de Sequeira, também conhecida como Maria Raimundes Coronel de Sequeira, filha de Raimundo Viegas de Sequeira e de Maria Anes Raimundo Viegas (1190 -?), de quem teve:
1. Pedro Afonso Ribeiro casado com Alda Alves Cursitelo, filha de Vicente Alves Cursitelo e de Maior Viegas.
2. Rodrigo Afonso Ribeiro casado com Urraca Godins.